# 第54回国民体育大会
第54回国民体育大会（だい54かいこくみんたいいくたいかい）は、1999年1月27日から10月28日の間、熊本県熊本市とその周辺で開催された。冬季大会は長野県長野市・北海道小樽市とその周辺で開催された。テーマは、「人、光る」、マスコットはひのっこ（ヒックル・ミックル・モックル）。冬季大会スケート・アイスホッケー競技会は「ながの国体」、スキー競技会は「みなと・おたる国体」、夏季・秋季大会は「くまもと未来国体」として開催された。

## ハイライト
- 1月27日～31日：冬季大会スケート・アイスホッケー競技会（エムウェーブ他）
- 2月18日～21日：同スキー競技会（小樽市）
- 9月11日～14日：夏季大会（アクアドームくまもと他）
- 10月23日～28日：秋季大会（熊本県民総合運動公園陸上競技場他）

## 冬季大会

### スケート・アイスホッケー競技会
第54回国民体育大会冬季大会スケート・アイスホッケー競技会は、1月27日～1月31日に長野県長野市、軽井沢町で開催された。テーマは「ながの国体」、スローガンは「氷上に　咲かそう君の　ゆめ・みらい」。

#### 実施競技・会場一覧
- スケート - 長野県長野市　エムウェーブ　他
- アイスホッケー - 長野県北佐久郡軽井沢町　コクド軽井沢スケートセンター　他

### スキー競技会
第54回国民体育大会冬季大会スキー競技会は、2月18日～2月21日に北海道小樽市で開催された。テーマは「みなと・おたる国体」、スローガンは「雪が舞う　北の大地に君が舞う」。

#### 実施競技・会場一覧
- スキー - 北海道小樽市　小樽天狗山スキー場旧コース　他

## 夏季大会

### 実施競技・会場一覧
- 水泳 - 熊本市・アクアドームくまもと、県立熊本高等学校プール場
- 漕艇 - 菊池市・菊池市斑蛇口湖ボート場
- ヨット - 宇土市・宇土マリーナ
- カヌー - 水俣市、人吉市・水俣湾特設カヌー競技場、球磨川特設カヌー競技場
- ボウリング - 熊本市・熊本交通センターボウル、サンピアンボウル
- ゴルフ - 西原村、旭志村、深田村・グランドチャンピオンゴルフクラブ 他

## 秋季大会

### 実施競技・会場一覧
- 陸上 - 熊本市・県民総合運動公園陸上競技場
- サッカー - 小川町、七城町、大津町・小川町観音山町民グラウンド、七城町営総合グラウンド、七城町多目的運動広場、大津町運動公園
- テニス - 久木野村、高森町・グリーンピア南阿蘇テニスコート、南阿蘇国民休暇村テニス場
- ホッケー - 小国町・小国町林間広場
- ボクシング - 松島町・松島町総合センター「アロマ」
- バレーボール - 熊本市、牛深市、人吉市、合志町、相良村・県立熊本工業高等学校体育館、熊本市総合体育館・青年会館、県立第二高等学校体育館、人吉スポーツパレス、牛深市総合体育館、合志町総合体育館、相良村総合体育館
- 体操 - 熊本市、芦北町・県立総合体育館、芦北町民総合センター
- バスケットボール - 益城町、御船町、熊本市・益城町総合体育館、アクアドームくまもと、県立済々黌高等学校体育館、県立熊本高等学校体育館、県立熊本農業高等学校体育館、御船町スポーツセンター
- レスリング - 玉名市・玉名市桃田運動公園総合体育館
- ウエイトリフティング - 鏡町・鏡勤労者体育センター、鏡町立文政小学校体育館
- ハンドボール - 鹿本町、山鹿市、鹿央町、本渡市、松橋町・鹿本町民体育館、本渡市立稜南中学校体育館、県立天草工業高等学校体育館、松橋町総合体育文化センター、松橋町立松橋中学校体育館、オムロン鹿陽センター体育館、山鹿市総合体育館、鹿央町公民館
- 自転車 - 熊本市、本渡市、五和町、苓北町・熊本競輪場、天草下島特設ロードレースコース
- ソフトテニス - 熊本市・県民総合運動公園テニスコート
- 卓球 - 嘉島町・嘉島町民体育館
- 軟式野球 - 玉名市、荒尾市、錦町、上村、免田町、多良木町・桃田運動公園野球場 他
- 相撲 - 宇土市・宇土市民体育館
- 馬術 - 泗水町・熊本県立菊池農業高等学校特設馬術競技場
- 柔道 - 山鹿市・山鹿市総合体育館
- ソフトボール - 荒尾市、水俣市・荒尾運動公園多目的広場・ソフトボール球場、水俣湾埋立地ソフトボール球場
- フェンシング - 長陽村・長陽村立長陽中学校体育館、長陽村民体育館
- バドミントン - 八代市・八代市総合体育館
- 弓道 - 植木町・植木町弓道場
- ライフル射撃 - 益城町、熊本市・熊本県総合射撃場、益城町町民体育館、熊本県警察学校けん銃射撃場
- クレー射撃 - 益城町・熊本県総合射撃場
- 剣道 - 菊池市・菊池市総合体育館
- ラグビーフットボール - 八代市・八代市球技場、熊本県営八代運動公園陸上競技場・多目的広場
- 山岳 - 矢部町、砥用町、泉村、五木村・九州中央山地特設縦走・踏査競技場、五木村特設クライミング競技場
- 空手道 - 阿蘇町・阿蘇町立体育館
- 銃剣道 - 泗水町・泗水町営体育館
- アーチェリー - 菊陽町・菊陽杉並木公園特設アーチェリー場
- なぎなた - 熊本市・県立熊本西高等学校体育館
- 高校野球（硬式） - 熊本市・藤崎台県営野球場
- 高校野球（軟式） - 八代市・熊本県営八代運動公園野球場
- スポーツ芸術 - 熊本県立劇場コンサートホール 他

## イメージソング
- 未来：森高千里 - シングル「SWEET CANDY」（1997/6/11発売、EPDA-44）のカップリングに収録。

## 総合成績

### 天皇杯
- 優勝：熊本県
- 準優勝：大阪府
- 第3位：東京都

### 皇后杯
- 優勝：熊本県
- 準優勝：大阪府
- 第3位：東京都

## 外部サイト
- 日体協による国体概要
- 公式ホームページ